# Schronisko w Międzyścianach II
Schronisko w Międzyścianach II (Schronisko II)  – jaskinia, a właściwie schronisko, w Dolinie Chochołowskiej w Tatrach Zachodnich. Wejście do niej znajduje się w Dolinie Dudowej, w zboczu Wąwozu Między Ściany, poniżej Schroniska w Międzyścianach „nad II”, na wysokości 1048 metrów n.p.m. Jaskinia jest pozioma, a jej długość wynosi 5 metrów.

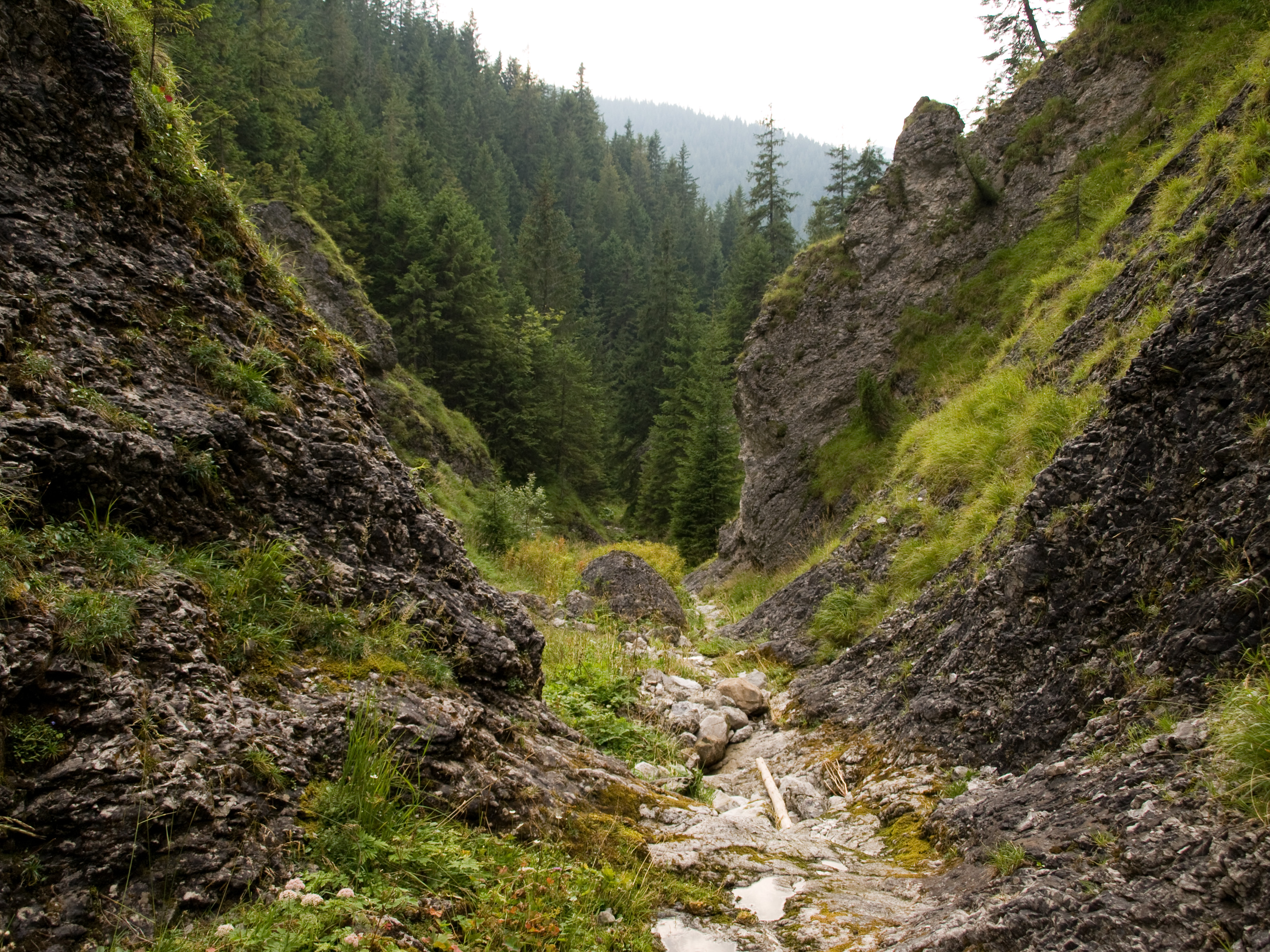
Wąwóz Między Ściany w dolnej części Doliny Dudowej

## Opis jaskini
Jaskinię stanowi szczelinowy, poziomy korytarz zaczynający się w obszernym, trójkątnym otworze wejściowym. Pod koniec wznosi się on lekko w górę.

## Przyroda
W jaskini można spotkać nacieki grzybkowe. 

## Historia odkryć
Jaskinia była prawdopodobnie znana od dawna. Jej pierwszy plan i opis sporządził Z. Biernacki w 1967 roku.